# Ussuri-Maulwurf
Der Ussuri-Maulwurf (Mogera robusta) ist eine Säugetierart aus der Gattung der Ostasiatischen Maulwürfe innerhalb der Maulwürfe (Talpidae). Sie kommt vom Nordosten Chinas bis in den fernöstlichen Teil Russlands und auf der Koreanischen Halbinsel vor. Der Lebensraum umfasst verschiedene Habitate wie Wälder, Wiesen und landwirtschaftliche Nutzflächen. Es handelt sich um einen großen Vertreter der Ostasiatischen Maulwürfe, der wie andere Gattungsangehörige einen zylindrischen Körper, einen kurzen Hals und grabschaufelartige Vorderfüße aufweist. Das Fell ist braungrau am Rücken und gelblich auf der Unterseite. Als weiteres Merkmal kann neben der Körpergröße die breite Schnauze hervorgehoben werden. Die Lebensweise ist nur ungenügend erforscht. Die Tiere leben unterirdisch und graben ausgedehnte Gangsysteme, die oberflächig durch Auswurfhügel (Maulwurfshügel) angezeigt werden. Die Nahrung setzt sich aus Insekten und Regenwürmern zusammen. Weibchen bringen zweimal im Jahr Nachwuchs zur Welt, wobei ein Wurf aus bis zu zehn Jungen bestehen kann. Die Art wurde im Jahr 1891 wissenschaftlich eingeführt. Teilweise wurde sie in den Japanischen Maulwurf eingegliedert, doch zeigen genetische und cytogenetische Befunde eine deutliche artliche Trennung der beiden Formen. Der Bestand des Ussuri-Maulwurfs ist nicht gefährdet. Es werden zwei Unterarten unterscheiden.

## Merkmale

### Habitus
Der Ussuri-Maulwurf ist eine große Art der Ostasiatischen Maulwürfe und wird erreicht vergleichbare Ausmaße wie der Japanische Maulwurf (Mogera wogura) oder der Echigo-Maulwurf (Mogera etigo). Die Kopf-Rumpf-Länge beträgt 14,7 bis 16,6 cm, die Schwanzlänge 1,6 bis 2,1 cm. Der Schwanz bringt es somit auf rund 10,3 bis 13,4 % der Länge des übrigen Körpers. Das Gewicht variiert von 96 bis 127 g. Äußerlich entspricht der Ussuri-Maulwurf anderen Vertretern der Ostasiatischen Maulwürfe. Wie diese besitzt er einen zylindrischen Körper mit kurzem Hals und grabschaufelartige Vordergliedmaßen mit kräftigen Krallen. Die Handflächen sind 1,8 bis 2,2 cm breit und ebenso lang. Die Hinterfußlänge entspricht der Vorderfußlänge. Das Rückenfell ist braungrau mit einem metallischen Schimmer, die Bauchseite glänzt silbrig und zeigt einen gelblichem Einschlag. Die vordere Nase ist etwa blasser und gelblicher. An der Kehle kommen teilweise blassgraue Bereiche vor. Die Füße und Krallen sind gelblich. Der kurze Schwanz ist stark behaart. Gelegentlich treten albinotische Individuen auf.

### Schädel- und Gebissmerkmale
Der Schädel des Ussuri-Maulwurfs erreicht eine durchschnittliche Länge von 42,9 mm. In den Schädelmaßen besteht ein auffallender Kontrast zwischen den Populationen des fernöstlichen Russlands und der Koreanischen Halbinsel. Bei letzteren liegen die Längendurchschnittswerte bei 36,8 mm, bei ersteren reichen sie je nach Region von 41,3 bis 44,8 mm, mit absoluten Variationen von 38,9 bis 46,7 mm. Er ist gedrungen und stumpf mit einem breiten Rostrum. Dessen Weite liegt auf Höhe der Molaren bei im Mittel 11,1 mm, auf Höhe der ERckzähne bei 6,2 mm. Die Nasenregion ist groß und etwas erhöht. Der Unterkiefer misst 28,5 mm in der Länge. Das Gebiss umfasst 42 Zähne, die folgende Zahnformel bilden: {\displaystyle {\frac {3.1.4.3}{2.1.4.3}}}. Allerdings weist der Ussuri-Maulwurf einen hohen Grad an Oligodontie auf, wie eine Untersuchung von über 240 Schädeln zeigte. Je nach Region liegt der Anteil bei 0 bis 41,6 %, der Durchschnittswert wird mit 10 % angegeben. Dies betrifft fast ausschließlich die Prämolaren. Häufig fehlt der zweite obere Vormahlzahn, gelegentlich auch der dritte obere. Untergeordnet kommen überzählige Zähne in der oberen und unteren Prämolarenreihe vor, ebenso wie vereinzelt abnormal gewachsene Zähne auftreten. Letzteres wurde auch bei den Molaren festgestellt. Der erste untere Prämolar ist stark vergrößert, dreieckig und mit einer doppelten Wurzel ausgestattet. Insgesamt wird die obere Zahnreihe 17,3 mm lang, die untere 16,4 mm.

### Genetische Merkmale
Der diploide Chromosomensatz lautet 2n = 36. Er besteht aus 5 metazentrischen, 4 submetazentrischen, 3 subtelozentrischen und 5 acrozentrischen Autosomenpaaren. Das Y-Chromosom ist fleckenartig, das X-Chromosom submetazentrisch. Das gesamte Mitogenom besteht aus 16.890 Basenpaaren. Es stimmt in Anordnung und Orientierung weitgehend mit dem anderer Maulwürfe überein.

## Verbreitung und Lebensraum

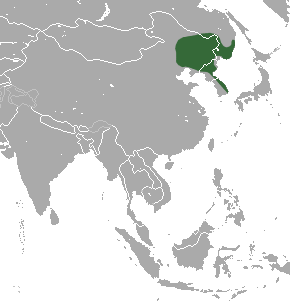
Verbreitungsgebiet des Ussuri-Maulwurfs

Das Verbreitungsgebiet des Ussuri-Maulwurfs umfasst Teile des Nordostens von China, wo er in der Inneren Mongolei sowie in den Provinzen Liaoning, Heilongjiang und Jilin nachgewiesen ist. Einige Autoren geben auch die ostchinesischen Provinzen Henan und Anhui an. Vom nordöstlichen China erstreckt sich das Vorkommen bis auf die Koreanische Halbinsel und nach Sibirien, hier vor allem die fernöstliche russische Region Primorje. In Primorje sind die Tiere im Bereich um den Chankasee, an den Hängen des Sichote-Alin und im Becken des Ussuri zu finden. Die Art kommt in Bergwäldern, Waldregionen sowie auf Wiesen und landwirtschaftlich genutzten Flächen vor. Die Tiere meiden steile Hänge und steinreiche Böden. In Russland fehlen sie in Höhenlagen oberhalb von 500 bis 700 m.

## Lebensweise

### Territorialverhalten
Über die Lebensweise des Ussuri-Maulwurfs liegen nur sehr wenige Daten vor. Wie alle Ostasiatischen Maulwürfe lebt er unterirdisch und gräbt Tunnel im Boden. Die Gänge erreichen Gesamtlängen von bis zu 450 m, die Haupttunnel befinden sich bis zu 30 cm unter der Erde, Suchgänge können mit 8 bis 10 cm deutlich näher an der Oberfläche sein. Die Gänge verbinden die Bereiche zur Nahrungssuche und die Wasserstellen. In offenen Landschaften sind die Suchgänge teilweise in 50 bis 70 cm Tiefe angelegt, während die Haupt- und Verbindungstunnel 100 bis 150 cm, teilweise auch 200 cm und mehr an Tiefe erreichen. In den Gängen befinden sich Kammern mit Nestplätzen. Oberflächig werden die Gangsysteme durch Auswurfhügel (Maulwurfshügel) angezeigt, die Durchmesser von 20 bis 45 cm aufweisen und 10 bis 25 cm aufragen. Eine Fläche von einem Hektar kann rund 2,5 Individuen tragen.

### Ernährung
Die Hauptnahrung des Ussuri-Maulwurfs besteht aus Insekten und deren Larven, Regenwürmern sowie Hundert- und Tausendfüßer. Selten fressen die Tiere auch Spinnen, Weichtiere und kleine Wirbeltiere wie Mäuse.

### Fortpflanzung
Die Paarungszeit der Tiere beginnt zum Ende März und dauert bis Mitte August an. Die Weibchen werfen zweimal im Jahr im April und im Juli und bekommen pro Wurf zwei bis zehn Jungtiere (zumeist sechs bis neun). Der Nachwuchs wird 26 bis 30 Tage gesäugt, nach zehn bis elf Wochen haben die Jungen die Ausmaße der ausgewachsenen Tiere erreicht. Die Geschlechtsreife tritt mit zehn bis elf Monaten ein. Die Lebensdauer kann bis zu vier Jahre betragen.

### Parasiten
Als innere Parasiten wurden verschiedene Bandwürmer und Fadenwürmer identifiziert. Hierzu gehören aus ersterer Gruppe Choanotaenia und Hymenolepis, aus letzterer Gruppe Parastrongyloides und Tricholinstowia. Milben sind mit Oryctolaelaps vertreten.

## Systematik
Der Ussuri-Maulwurf ist eine Art aus der Gattung der Ostasiatischen Maulwürfe (Mogera). In dieser stehen insgesamt neun Arten. Die Gattung gehört wiederum zur Familie der Maulwürfe (Talpidae), innerhalb derer sie gemeinsam mit einigen anderen, vorwiegend eurasisch verbreiteten Artengruppen die Tribus der Eigentlichen Maulwürfe (Talpini) bildet. Die Tribus vereint die zumeist grabenden Vertreter der Maulwürfe, andere Mitglieder der Familie leben dagegen nur teilweise unterirdisch, bewegen sich oberirdisch fort oder sind an eine semi-aquatische Lebensweise angepasst. Molekulargenetische Untersuchungen sprechen für eine Teilung der Ostasiatischen Maulwürfe in zwei Verwandtschaftslinien. Eine Linie umfasst die ost- und südostasiatisch-festländischen Vertreter um den Chinesischen Inselmaulwurf (Mogera insularis), die andere setzt sich aus den Arten der japanischen Inselwelt um den Japanischen Maulwurf (Mogera wogura) zusammen. In letztere wird auch der Ussuri-Maulwurf aufgenommen. Die Auftrennung der Ostasiatischen Maulwürfe in die beiden Linien begann bereits im Oberen Miozän vor etwa 10 bis 8 Millionen Jahre. Eine weitere Differenzierung der Gruppe um den Japanischen Maulwurf setzte im Oberen Pliozän und im Unteren Pleistozän vor rund 3,6 bis 1,2 Millionen Jahren ein. Der nächste Verwandte des Ussuri-Maulwurf ist der Japanische Maulwurf, der genetische Abstand beider Arten liegt bei etwa 6 %. Der Kleine Japanische Maulwurf (Mogera imaizumii) stellt wiederum die Schwestergruppezu den beiden anderen Arten dar. Die drei Vertreter der Ostasiatischen Maulwürfe weisen unter anderem abweichende cytogenetische Merkmale auf. Der Chromosomensatz ist mit 2n = 36 zwar jeweils identisch, die Anzahl der Arme (fundamentale Anzahl) der Autosomen variiert jedoch. So beträgt sie beim Japanischen Maulwurf 52, beim Kleinen Japanischen Maulwurf 54 und beim Ussuri-Maulwurf 58. Häufig wird davon ausgegangen, dass die Ostasiatischen Maulwürfe die japanische Inselwelt in mehreren Einwanderungswellen vom westlich gelegenen Festland ausgehend besiedelten. Der Japanischen Maulwurf und der Kleine Japanische Maulwurf sind in dieser Ansicht Repräsentanten einer eher späten Einwanderungsphase. Der Ussuri-Maulwurf hingegen erreichte nach Interpretation einiger Autoren sein heutiges nordostasiatisches Verbreitungsgebiet durch eine Rückwanderungsbewegung von Japan aus kommend, worauf die enge Beziehung zum Japanischen Maulwurf hindeutet. Andere Wissenschaftler sehen dieses Szenarion kritischer, da bei den Maulwürfen der japanischen Inselwelt eine wesentlich höhere innerartliche genetische Variabilität auftritt als bei der festländisch-nordostasiatischen Form. Allerdings trennten sich der Ussuri-Maulwurf und der Japanische Maulwurf möglicherweise erst im Mittleren Pleistozän vor rund 1,0 bis 0,3 Millionen Jahren.

Alfred Nehring

Die wissenschaftliche Erstbeschreibung stammt von Alfred Nehring aus dem Jahr 1891. Er verwendete dazu ein Individuum, das von Adolph Dattan nach Nehrings Aussagen in der „näheren oder weiteren Umgebung von Wladiwistock“ gesammelt worden war. Die Region um Wladiwostok gilt als Typusgebiet der Art. Nehring verwies das Exemplar zu den Ostasiatischen Maulwürfen, basierend auf der geringeren Anzahl von sechs incisiviformen vorderen unteren Zähnen, anstatt von acht wie bei den Eurasischen Maulwürfen (Talpa). Auch verglich er seine neue Form mit dem Japanischen Maulwurf, wollte beide aber nicht direkt gleichsetzen. Als Körperlänge gab Nehring für sein Individuum 18 bis 19 cm an. Der Ussuri-Maulwurf wurde in der Folgezeit weitgehend als eigenständig geführt. Im Jahr 1948 vereinte jedoch Ernst Schwarz in einer Revision der talpinen Maulwürfe alle ost- und südostasiatischen Formen mit den Eurasischen Maulwürfen in der Gattung Talpa. Gleichzeitig sah er die Maulwürfe der ost- und südostasiatischen Region als einer einzigen Art zugehörig an, der er als Talpa micrura bezeichnete (der Artname bezieht sich heute auf den Himalaya-Maulwurf (Euroscaptor micrurus) aus der Gattung der Südostasiatischen Maulwürfe (Euroscaptor)). In seinem Gliederungsschema nahm der Ussuri-Maulwurf eine eigene Unterart ein, Talpa micrura robusta. Das Konzept übernahmen zahlreiche Autoren in der Folgezeit, es löste sich jedoch im Verlauf der 1970er bis 1990er Jahre weitgehend auf. Bereits im Jahr 1967 hatte Hisashi Abe in einer Überarbeitung der japanischen Insektenfresser den Ussuri-Maulwurf als eigenständige Art wieder anerkannt. Jedoch stufte er ihn 1995 als identisch mit dem Japanischen Maulwurf ein und sah ihn lediglich als dessen größere Variante an. Die Einschätzung teilten dann auch weitere Fachwissenschaftler. Erste genetische Untersuchungen Anfang der 2000er Jahre konnten den Ussuri-Maulwurf nur wenig vom Japanischen Maulwurf absetzen und sahen ersteren innerhalb von letzterem eingebettet. Umfangreiche Analysen aus dem Jahr 2019 an mehr als 100 Individuen des Ussuri-Maulwurfs erbrachten dann bessere Differenzierungsmöglichkeiten. In Verbindung mit den bereits seit dem Jahr 2001 bekannten cytogenetischen Abweichungen ließ sich so die eigene Artstellung des Ussuri-Maulwurfs untermauern. Bereits im Jahr 2018 wurde der Ussuri-Maulwurf im achten Band des Standardwerkes Handbook of the Mammals of the World – mit Einschränkung – als eigenständige Art geführt.
Teilweise werden innerhalb des Ussuri-Maulwurfs zwei Unterarten unterschieden:
- M. r. coreana Thomas, 1907; Koreanische Halbinsel, nordöstliches China
- M. r. robusta Nehring, 1891; Primorje; nordöstliches China, Nominatform

Die Form M. r. coreana geht aus Oldfield Thomas aus dem Jahr 1907 zurück. Er beschrieb sie über einzelne Individuen aus Kim-hoa rund 110 km nordöstlich von Seoul. Das Typusexemplar ist aber mit einer Körperlänge von 13,5 cm deutlich kleiner als das des Ussuri-Maulwurfs. Thomas vermerkte zwar Ähnlichkeiten zum Ussuri-Maulwurf, stufte seine neue Form aber als Unterart des Japanischen Maulwurfs ein. Die genaue systematische Stellung der koreanischen Maulwürfe blieb in der nachfolgenden Zeit weitgehend unklar. Schwarz interpretierte sie in seinem Schema als eigenständige Unterart Talpa micrura coreana, Abe wiederum verwies sie 1967 zum Japanischen Maulwurf. Die molekular- und cytogentischen Studien Anfang der 2000er Jahre machten eine nähere Verwandtschaft zwischen den koreanischen und fernöstlich-russischen Maulwürfen wahrscheinlich. Andere Autoren dagegen betrachteten die koreanischen Maulwürfe aufgrund der stark abweichenden Körpermaße zum Ussuri-Maulwurf teilweise als eigenständige Art unter der Bezeichnung Mogera coreana. Letztendlich bestätigten die Analysen aus dem Jahr 2019 die enge Verbindung zwischen den koreanischen und fernöstlich-russischen Maulwürfen. Beide Gruppen trennten sich im Übergang vom Mittleren zum Oberen Pleistozän vor 180.000 bis 40.000 Jahren, was den Autoren zufolge eher für einen Unterartenstatus spricht.

## Bedrohung und Schutz
Der Ussuri-Maulwurf wird von der IUCN als „nicht gefährdet“ (least concern) eingestuft. Die Naturschutzorganisation begründet dies mit dem großen Verbreitungsgebiet und den angenommenen hohen Bestandszahlen, auch wenn einzelne lokale Populationen rückläufig sind. Bedrohungen für den Gesamtbestand sind nicht bekannt. Die Art kommt in mehreren Naturschutzgebieten vor.